# راينهارد هوبنر
راينهارد هوبنر (بالألمانية: Reinhard Hübner) (و. 1937 – م) هو عالم عقيدة، ومؤرخ المسيحية، وأستاذ جامعي، من ألمانيا، ولد في أبولوسكي.

## مناصب وهيئات
أدار جامعة لودفيش ماكسيميليان في ميونخ.